# 동덕초등학교
동덕초등학교는 대한민국 충청남도 아산시에 있는 공립 초등학교이다.

## 학교 연혁
- 1968년 8월 1일: 탕정국민학교 동산분교장
- 1969년 3월 11일: 동덕국민학교 개교

## 참고 자료
- 동덕초등학교 - 한국교육학술정보원 학교알리미